# Regnskov
En regnskov er en skov, der har sit tilnavn fra den daglige regn. Regnskove opstår overalt, hvor nedbørsmængden overstiger fordampningstabet måned for måned.
Regnskoven producerer bioaerosoler og påvirker skydannelse, tågedannelse og nedbøren væsentligt – og dermed både vejret og klimaet.

Hele verdens regnskove består af et utrolig varieret planteliv. Bare i Amazonasområdet er der omkring 80.000 forskellige plantearter. I regnskovene i Afrika, Sydamerika og Sydasien er der omkring 180.000 forskellige plantearter. Det vil sige at næsten to tredjedele af verdens plantearter er på mindre end 7 % af jordens areal.[kilde mangler]

## Tempereret regnskov
I de tempererede og subtropiske egne vil regnskove ofte findes dér, hvor vanddamp fra havet presses op over kystnære bjerge, men forekommer også fjernt fra havet, der hvor de klimatiske forhold medfører meget nedbør.
I disse skove er temperaturen og iltindholdet i jorden for lavt til, at nedbryderne kan nå at omsætte al den førn, som skabes på et år. Derfor vil der opstå morbund og ophobning af humus i jorden. Det fører så i anden omgang til, at pH falder, og jorden bliver syreholdig. På den måde sætter klimaet både direkte (via nedbøren) og indirekte (via jordbundsforholdene) vilkårene for plantevækst.

### Eksempler på tempererede regnskove
- Nåleskovene i USA og Canada i Pacific Northwest, bl.a. på Coast Range vest for Seattle.
- Det sydvestlige Norge ud mod Atlanterhavskysten.
- De blandede skove langs kysten af det sydlige Chile.
- Tågeskovene på Altiplano i Colombia.
- Skovene ved vestkysten af Sydøen på New Zealand.
- Rhododendron skovene på Himalayas sydside.

## Tropisk regnskov
I de tropiske områder er baggrunden for regnskovene en anden: På grund af et kraftigt termisk lavtryk suges den fugtige luft hurtigt til vejrs. Når den fugtige luft er kommet et stykke op, afkøles den og den overskydende fugt falder som regn. Denne cyklus gennemløbes på et døgn, og er mange steder så regelmæssig, at regnen falder på samme tid af døgnet i månedsvis.
Sagt på en anden måde har man altså at gøre med en slags nedbørscirkulation, hvor den nedbør, som er faldet, fordampes pga. den høje temperatur (den gns. temperatur i de tropiske regnskove ligger omkring 24-28 grader celsius). Oppe i luften fortættes denne damp og falder igen som nedbør. I denne forbindelse truer den globale opvarmning regnskoven idet nedbøren ikke fortættes i de højere luftlag, og derfor ikke giver regnskoven en del af denne nedbør. Regnskoven kan dog fortsat eksistere i en vis periode uden denne nedbør, da den blot udsætter sin vækstperiode. På denne måde sparer den energi og kan dermed holde sig i live.
På grund af den høje temperatur og luftfugtighed, rådner døde dyr og planter meget hurtigt, og næringen herfra optages hurtigt af træerne. Selve jorden er derfor fattig på næringsstoffer. Dette ses tydeligt de steder, hvor man forsøger at udnytte regnskovsjord til landbrug. Jorden kan kun bruges i få sæsoner inden den er udpint.

### Skovens etager
- Over kronetaget; op til 40 m høje træer der gennembryder kronetaget.
- Kronetaget; et over 20 m højt tæt vegetationslag, der afskærer resten af skoven for sollys.
- Mellemlaget; fem til 20 m høje træer med epifytter.
- Buskadslaget; mindre træer og træagtigt buskads under fem meter.
- Bundlaget; Skyggetålende bregner og træskud dominerer tusmørket imellem de store træers brætrødder.

## Den tropiske regnskovs biodiversitet
Regnskoven fylder i dag 5-6% af Jordens landareal, hvor den tidligere fyldte 13%. Det er et dramatisk fald i mængden af skov. En vigtig grund til at bevare regnskoven er den høje biodiversitet. Et skøn siger, at over halvdelen af verdens plante- og dyrearter lever i de tropiske skove. Således er over 90.000 plantearter og omkring 1.000.000 dyre- og insektarter registreret her. Den høje biodiversitet i de tropiske regnskove skyldes både det gunstige klima, og at de fleste regnskovsjorde er meget gamle, ofte mere end 60 millioner år. Dette har givet god tid til at udvikle mange forskellige og meget specialiserede arter. Mange af disse plante- og dyrearter er repræsentanter for unikke økosystemer, hvis fulde værdier man ikke engang kender til. Den tropiske regnskov indeholder arter, man endnu ikke kender eksistensen af, som måske senere kan blive til gavn for mennesket i form af medicin, fødevarer eller stoffer, der kan erstatte miljøskadelige kemiske stoffer i industrien.[kilde mangler]
Daintree rainforest, i Queensland, Australien, menes at være den ældste regnskov i verden med en alder helt op i mod 180 millioner år. Daintree rainforest er også hjem til 80% af verdens bregner og 40% af Australiens fuglearter. Den næstældste regnskov menes at være på den Indonesiske del af Borneo med en alder på 130-140 millioner år, her lever blandt andet orangutangen. Den tredjeældste regnskov skulle eftersigende være Taman Negara i Malaysia, som menes at være 130 millioner år gammel.
Den tropiske regnskov er vant til en konstant gennemsnitstemperatur. Livet i regnskoven er derfor ikke vant til at se så drastiske ændringer i temperatur- og vejrforhold. Mange dyre- og insektarter er dermed i risikozonen for at uddø, da klimaændringerne forudses at foregå så hurtigt, at naturen ikke kan nå at tilpasse sig evolutionært.[kilde mangler]

## Regnskovene som biotop
En regnskov er meget tæt, og der kommer ikke meget sollys til skovbunden. Derfor er de fleste dyr flyttet op i træerne, og selv planter er flyttet op. Forskellige planter, de såkaldte epifyter, samt nogle snyltere gror på træerne. Mange ædle træsorter gror i regnskoven. Man kan her tale om et symbioseforhold mellem skovens forskellige biologiske livsformer. Et symbioseforhold er et forhold mellem to forskellige arter, der hjælper hinanden.

## Regnskovene og klimaet
Regnskovene er af stor betydning for klimaet, specielt den globale opvarmning, idet træerne har optaget store mængder CO2. En gammel regnskov i balance udleder ligeså meget CO2, som den optager.